# Dasypyrum
Dasypyrum is een geslacht uit de grassenfamilie (Poaceae). De soorten komen voor in Europa, Afrika en Azië.

## Soorten
Van het geslacht zijn de volgende soorten bekend: 
- Dasypyrum breviaristatum  (H. Lindb.) Fred.
- Dasypyrum hordeaceum  (Coss. & Durieu) P. Candargy
- Dasypyrum sinaicum  (Steud.) P. Candargy
- Dasypyrum villosum  (L.) P. Candargy